# Grand Theft Auto
Grand Theft Auto (abreviado GTA) es una serie de videojuegos de acción y aventura de mundo abierto creado por los británicos David Jones y Mike Dailly. Los títulos posteriores se desarrollaron bajo la supervisión de los hermanos Dan y Sam Houser, Leslie Benzies y Aaron Garbut. Es desarrollado principalmente por la casa de desarrollo británica Rockstar North (anteriormente DMA Design) y publicado por su empresa matriz estadounidense, Rockstar Games. El nombre de la serie es un término para el robo de vehículos de motor en los Estados Unidos.
El juego se centra en un mundo abierto donde el jugador puede completar misiones para avanzar en la historia general, así como participar en varias actividades secundarias. La mayor parte del juego gira en torno a conducir y disparar, con ocasionales elementos de rol y sigilo. La serie también tiene elementos de los anteriores juegos beat 'em up de la era de los 16 bits. Los juegos de la serie Grand Theft Auto están ambientados en lugares ficticios inspirados en ciudades de la vida real, en varios momentos desde principios de la década de 1960 hasta la década de 2010. El mapa del juego original abarcaba cuatro ciudades: Los Santos (basada en Los Ángeles), Liberty City (basada en la ciudad de Nueva York), San Andreas (basada en San Francisco), y Vice City (basada en Miami), pero los títulos posteriores tienden a centrarse en un solo escenario y ampliar las tres configuraciones regionales originales. Cada juego de la serie se centra en un protagonista diferente que intenta ascender en el inframundo criminal por diversos motivos, que a menudo acompañan temas de traición. Varios veteranos del cine y la música han dado voz a personajes en los juegos, incluidos Ray Liotta, Dennis Hopper, Samuel L. Jackson, Ricky Gervais, Phil Collins, William Fichtner, Michael Madsen, Burt Reynolds, Ice T, James Woods, Debbie Harry, Axl Rose, Jenna Jameson, Danny Trejo, Fairuza Balk, Chris Penn, Danny Dyer, Kyle MacLachlan, The Game, Gary Busey, Kevin McKidd, Frank Vincent y Peter Fonda.
DMA Design comenzó la serie en 1997, con el lanzamiento de Grand Theft Auto. A partir de 2020, la serie consta de siete títulos independientes y cuatro paquetes de expansión. El tercer título principal, Grand Theft Auto III, lanzado en 2001, se considera un juego histórico y llevó la serie a un entorno tridimensional por primera vez. Los títulos posteriores siguieron y se basaron en el formato establecido por Grand Theft Auto III, recibiendo importantes elogios. Los juegos influyeron en otros juegos de mundo abierto y llevaron a la etiqueta Grand Theft Auto clon en títulos similares.
La serie ha sido aclamada por la crítica, y todas las principales entradas 3D de la franquicia se clasifican frecuentemente entre los videojuegos más grandes y más vendidos; ha enviado más de 425 millones de unidades, lo que la convierte en una de las franquicias de videojuegos más vendidas. En 2006, Grand Theft Auto apareció en una lista de iconos del diseño británico en el Great British Design Quest organizado por la BBC y el Museo del Diseño. En 2013, The Telegraph clasificó a Grand Theft Auto entre las exportaciones más exitosas de Gran Bretaña. La serie también ha sido controvertida por su carácter adulto y temas violentos, así como por su contenido cortado.

## Lanzamientos
La serie comenzó en 1996, en etapa de diseño, y ya el 1 de noviembre de 1997 se lanzó al mercado Grand Theft Auto, que salió para PC con sistemas operativos MS-DOS y Windows 95, también para la consola PlayStation. Tenía una vista cenital y un potencial limitado, pero sentó las bases de la saga GTA.
- La primera entrega portátil de la serie Grand Theft Auto ocurrió en 1999, en la consola portátil de Nintendo, Game Boy Color, el cual fue una adaptación de la primera entrega.
- El 29 de abril de 1999 salió a la venta Grand Theft Auto: London 1969, una expansión para PC y PlayStation, que tiene lugar en Londres en el año 1969.[12][13]
- El 1 de junio de 1999 salió a la venta Grand Theft Auto: London 1961, una expansión descargable gratuita para PC. Tiene lugar en Londres y en Mánchester (solo en multijugador) en el año 1961.[14]
- El 27 de octubre de 1999 salió a la venta Grand Theft Auto 2, también para PlayStation, Dreamcast y PC. Incluye varios elementos nuevos pero mantiene la vista cenital centrada.
- En el año 2000 se lanzó también GTA 2 para la consola portátil Game Boy Color.
- El 22 de octubre de 2001 salió a la venta Grand Theft Auto III, revolucionando el estilo del juego con una vista en tercera persona desde atrás, con claras inspiraciones en la saga de Sega «Shenmue» (1999), dándole una trama al personaje principal y una ciudad enteramente hecha en 3D, Liberty City (basada en la Nueva York del año 2001); el juego salió para PlayStation 2, Xbox y Microsoft Windows. El 12 de noviembre de 2010 se puso a la venta una versión para computadoras Macintosh de Apple.[15] El 15 de diciembre de 2011 salió para iOS y Android. El 26 de septiembre de 2012 salió para PlayStation 3.
- El 27 de octubre de 2002 salió a la venta Grand Theft Auto: Vice City para PlayStation 2, Xbox y Microsoft Windows teniendo el mismo estilo de juego que el anterior, con la diferencia de que el personaje principal tiene más rol en el juego, ya que puede interactuar con las personas. También es posible conducir motos y helicópteros. Está ambientado en 1986 en la ciudad de Vice City, inspirada en Miami (Florida). Básicamente todo el juego está inspirado en la película Scarface (1983) y en la serie de televisión Miami Vice (1984-1989), ya que los personajes principales tienen nombres muy parecidos, la misión final del juego es muy parecida a la de la película, el estilo de narrativa es similar a la de los episodios de la serie de televisión, la zona de la playa es idéntica en la película, la introducción y música parecen estar inspirada en el introducción de la serie, y otras cosas más que se pueden ir descubriendo con el transcurrir del juego. El 12 de noviembre de 2010 salió para Macintosh.[15] El 6 de diciembre de 2012, el juego fue lanzado para iOS y el 12 de diciembre para Android.
- El 25 de octubre de 2004 salió a la venta Grand Theft Auto Advance, que habiéndose pensado como una conversión portátil de GTA III, acaba siendo una aventura completamente nueva para Game Boy Advance. La ciudad vuelve a ser Liberty City y transcurre poco tiempo antes de los eventos de GTA III.
- El 26 de octubre de 2004 salió a la venta Grand Theft Auto: San Andreas en América y luego salió el 29 de octubre en Europa para PlayStation 2, Xbox y Microsoft Windows, dando una nueva visión del juego más personalizada. La acción transcurre en 1992, durante las famosas guerras de pandilleros en EE. UU. El estado donde ocurren los hechos en San Andreas, en la que hay tres ciudades; Los Santos, que está basada en Los Ángeles; San Fierro, que está basada en San Francisco; y por último, Las Venturas, que está basada en Las Vegas. El 12 de noviembre de 2010 el juego salió para Macintosh.[15] El día 20 de diciembre de 2013 Rockstar Games lanzó el juego para las plataformas móviles iOS, Android y Windows Phone.[16]
- El 25 de octubre de 2005 salió a la venta Grand Theft Auto: Liberty City Stories, para PlayStation Portable (PSP), y el 6 de junio de 2006 sale de nuevo al mercado, pero para la plataforma PlayStation 2. Se ambienta en Liberty City, la ciudad de GTA III, haciendo constantes referencias a este juego. Los hechos se desarrollan 3 años antes de lo ocurrido en GTA III.
- El 1 de noviembre de 2006 salió a la venta Grand Theft Auto: Vice City Stories; al igual que su predecesor, está disponible para PSP y PlayStation 2; algunos personajes son Victor Vance, Lance Vance (hermano de Víctor, que aparece al comienzo de GTA Vice City) y Umberto Robina. La ciudad es la misma que en GTA: Vice City y aparecen algunos personajes de este, ya que los hechos se desarrollan 2 años antes.
- El 29 de abril de 2008 salió a la venta Grand Theft Auto IV, cuya novedad es que la historia se desarrolla en una nueva y renovada ciudad ficticia de Liberty City. Se lanzó en Xbox 360, PlayStation 3 y el 2 de diciembre del mismo año en Microsoft Windows.
- El 17 de febrero de 2009 salió a la venta Grand Theft Auto IV: The Lost and Damned, para Xbox 360. El 13 de abril de 2010 salió para Microsoft Windows y PlayStation 3 en América y el 16 de abril de 2010 en Europa.[17]
- El 17 de marzo de 2009 salió a la venta Grand Theft Auto: Chinatown Wars, para Nintendo DS, que también está ambientado en Liberty City. El 20 de octubre de 2009 salió a la venta para la PSP.[18]
- El 29 de octubre de 2009 salió a la venta Grand Theft Auto: The Ballad of Gay Tony para Xbox 360. El 13 de abril de 2010 salió para Microsoft Windows y PlayStation 3 en América y el 16 de abril de 2010 en Europa.[17]
- El 25 de octubre de 2011, Rockstar Games anuncia oficialmente el desarrollo de Grand Theft Auto V[19] y el 2 de noviembre de 2011 muestra el primer tráiler.
- El 14 de noviembre de 2012 Rockstar Games saca el segundo tráiler del juego.
- El 30 de abril de 2013 salen a la luz tres nuevos tráileres dando la descripción de cada uno de los personajes del juego (Michael, Trevor y Franklin).
- El 9 de julio de 2013, Rockstar Games lanza el primer gameplay, titulado «Introducción a Grand Theft Auto V».
- El 15 de agosto de 2013, Rockstar Games lanza el primer gameplay en línea de GTA V.
- El 17 de septiembre de 2013 Grand Theft Auto V fue lanzado mundialmente (a excepción de Japón, Brasil y algunos otros países). GTA V recaudó 800 millones de dólares (591,2 millones de euros) en sus primeras 24 horas en el mercado, convirtiéndose así en el estreno de videojuego más exitoso de la historia. Cabe destacar que en los primeros 3 días de lanzamiento se registraron más de 1000 millones de dólares en ventas, según su distribuidor «Take-Two», lo cual significa una verdadera hazaña para Rockstar Games. El juego causó furor, obtuvo las mejores valoraciones de los críticos y una masiva aprobación y satisfacción por parte de los jugadores. Su inversión fue similar a una súper-producción de Hollywood y las ganancias se establecieron en récord.
- El 1 de octubre de 2013 Grand Theft Auto Online fue lanzado mundialmente (a excepción de los sitios anteriormente mencionados), dando una libertad al jugador para crear su personaje y competir con hasta un número máximo de 16 personas (30 en PlayStation 4, Xbox One y PC). Tuvo un primer mes desastroso con problemas de conexión a los servidores de juego de Rockstar. Afortunadamente, estos errores fueron solucionados. Este es el primer juego de Rockstar North que está en constante desarrollo, ya que sacan contenidos descargables cada mes.
- El 28 de noviembre de 2014 el juego salió para PlayStation 4 y Xbox One, con la novedad de gráficos mejorados y la vista en primera persona.
- El 14 de abril de 2015 salió para PC.
- El 26 de octubre de 2014 Rockstar Games sacó a la venta Grand Theft Auto: San Andreas Remastered, en conmemoración del 10.º aniversario de lanzamiento del juego para Xbox 360 y PS3.
- El 5 de diciembre de 2015 PlayStation lanzó varios juegos de PlayStation 2 a la PlayStation 4 remasterizados a 1080p y 60fps, siendo tres de ellos Grand Theft Auto III, Grand Theft Auto: Vice City y Grand Theft Auto: San Andreas.
- El 11 de junio de 2020 PlayStation anuncia el lanzamiento de PlayStation 5 con el cual Rockstar hace una colaboración y anuncia que «Grand Theft Auto V» estará disponible para esta consola.
- El 22 de octubre de 2021 Rockstar Games anunció que harían una remasterización de la trilogía de Grand Theft Auto de PlayStation 2, ahora para las consolas modernas como PlayStation 4, PlayStation 5, Xbox One, Xbox Series X|S, Nintendo Switch, Microsoft Windows y Teléfonos móviles, con el nombre de Grand Theft Auto: The Trilogy - The Definitive Edition, días después anunciaron que la edición para consolas y PC saldrían el 11 de noviembre de forma digital, mientras que la versión física saldría el 7 de diciembre, la edición para Teléfonos móviles saldrá en 2022. Sin embargo, el juego contenía muchos bugs que hacían que el juego deje de funcionar o que sea injugable, así que Rockstar lanzó parches que solucionaban los errores. Fueron 3 en total, y el que cambió más fue la 1.03, pues contenía muchos cambios, como, por ejemplo: el viejo Reece ahora ya tiene un aspecto similar a Morgan Freeman. Se añadió la cámara cinemática, etc.
- En febrero de 2022, Rockstar confirma que la próxima entrega está en desarrollo.[20]
- El 1 de diciembre de 2023, Rockstar confirma que el tráiler del próximo Grand Theft Auto estará disponible el 5 de diciembre del mismo año, a las 9 de la mañana ET. En este anuncio se deja caer la vuelta de la franquicia a Vice City.[21]
- El 4 de diciembre de 2023, sobre las 23 h CET, un usuario anónimo en X filtró el tráiler unas horas antes del anuncio oficialmente planeado por Rockstar. Ante esto, Rockstar decidió adelantar la hora de lanzamiento del avance.[22][23] En este avance, se confirmaba que Grand Theft Auto VI se desarrollaría en Vice City y que su fecha de salida será 2025, además de otros detalles.[24]
- El 2 de mayo de 2025, sobre las 13h CET, en el portal de noticias de la página web de Rockstar Games, se anuncia el retraso del juego hasta el 26 de mayo de 2026 mediante un comunicado pidiendo disculpas por el Grand Theft Auto VI se retrasa hasta el próximo año.[25] Cuatro días después, sobre las 15h CEST, se publicó sin previo aviso el segundo avance del juego, esta vez profundizando más en los personajes y argumento central.

## Juegos
| Título                                                 | Plataforma | Estudio                                                   | Año             | Generación                   | Universo        |
| Serie principal                                        | Serie principal | Serie principal                                           | Serie principal | Serie principal              | Serie principal |
| ------------------------------------------------------ | --- | --------------------------------------------------------- | --------------- | ---------------------------- | --------------- |
| Grand Theft Auto                                       | MS-DOS y Microsoft Windows, después PlayStation y Game Boy Color, posteriormente PlayStation Classic | DMA Design, Tarantula Studios                             | 1997            | Primera generación           | 2D              |
| Grand Theft Auto 2                                     | Microsoft Windows y PlayStation, posteriormente Dreamcast y Game Boy Color | DMA Design, Liquid Game Studios, Tarantula Studios        | 1999            | Segunda generación           | 2D              |
| Grand Theft Auto III                                   | PlayStation 2, después Microsoft Windows, Xbox, MacOS, posteriormente iOS, Android PlayStation 3 y PlayStation 4 (solamente digital) | DMA Design, Rockstar Vienna, War Drum Studios             | 2001            | Tercera generación           | 3D              |
| Grand Theft Auto: Vice City                            | PlayStation 2, después Microsoft Windows, Xbox, MacOS, posteriormente iOS, Android PlayStation 3 y PlayStation 4 (solamente digital) | Rockstar North, Rockstar Vienna, War Drum Studios         | 2002            | Tercera generación           | 3D              |
| Grand Theft Auto: San Andreas                          | PlayStation 2, después Microsoft Windows y Xbox, posteriormente MacOS y PlayStation 4 (solamente digital) Remasterizado HD: iOS, Android, Windows Phone, después Xbox 360, PlayStation 3 y Windows 10, posteriormente Xbox One y Xbox Series X\|S (solamente digital) | Rockstar North, War Drum Studios                          | 2004            | Tercera generación           | 3D              |
| Grand Theft Auto IV                                    | Xbox 360 y PlayStation 3, después Microsoft Windows, posteriormente Xbox One y Xbox Series X\|S (solamente digital) | Rockstar North, Rockstar Toronto                          | 2008            | Cuarta generación            | HD              |
| Grand Theft Auto V                                     | Xbox 360, PlayStation 3, después Microsoft Windows, posteriormente PlayStation 4, Xbox One, PlayStation 5 y Xbox Series X\|S | Rockstar North                                            | 2013            | Quinta generación            | HD              |
| Grand Theft Auto Online                                | Xbox 360, PlayStation 3, después Microsoft Windows, posteriormente PlayStation 4, Xbox One, PlayStation 5 y Xbox Series X\|S | Rockstar North                                            | 2013            | Quinta generación            | HD              |
| Grand Theft Auto VI                                    | PlayStation 5, Xbox Series X\|S | Rockstar North                                            | 2026            | Sexta generación             | UHD             |
| Paquetes de expansión                                  | |                                                           |                 |                              |                 |
| Grand Theft Auto: London 1969                          | PlayStation y Microsoft Windows | DMA Design, Tarantula Studios, Rockstar Canadá, Runecraft | 1999            | Primera generación           | 2D              |
| Grand Theft Auto: London 1961                          | Microsoft Windows | DMA Design, Tarantula Studios, Rockstar Canadá, Runecraft | 1999            | Primera generación           | 2D              |
| Grand Theft Auto IV: The Lost and Damned               | Xbox 360 y PlayStation 3, después Microsoft Windows, posteriormente Xbox One y Xbox Series X\|S (solamente digital) | Rockstar North, Rockstar Toronto                          | 2009            | Cuarta generación            | HD              |
| Grand Theft Auto: The Ballad of Gay Tony               | Xbox 360 y PlayStation 3, después Microsoft Windows, posteriormente Xbox One y Xbox Series X\|S (solamente digital) | Rockstar North, Rockstar Toronto                          | 2009            | Cuarta generación            | HD              |
| Juegos portátiles                                      | |                                                           |                 |                              |                 |
| Grand Theft Auto Advance                               | Game Boy Advance | Digital Eclipse                                           | 2004            | Tercera generación           | 3D              |
| Grand Theft Auto: Liberty City Stories                 | PlayStation Portable, PlayStation 2 y posteriormente PlayStation 3, iOS y Android | Rockstar Leeds, Rockstar North                            | 2005            | Tercera generación           | 3D              |
| Grand Theft Auto: Vice City Stories                    | PlayStation Portable, PlayStation 2 y posteriormente PlayStation 3 | Rockstar Leeds, Rockstar North                            | 2006            | Tercera generación           | 3D              |
| Grand Theft Auto: Chinatown Wars                       | Nintendo DS y posteriormente PlayStation Portable, iOS y Android | Rockstar Leeds, Rockstar North                            | 2009            | Cuarta generación            | HD              |
| Compilaciones y remasterizaciones                      | |                                                           |                 |                              |                 |
| Grand Theft Auto: Collector's Edition                  | PlayStation | Rockstar North, Rockstar Canada                           | 2002            | Primera y Segunda generación | 2D              |
| Grand Theft Auto: Double Pack                          | PlayStation 2 y Xbox | Rockstar North                                            | 2003            | Tercera generación           | 3D              |
| Grand Theft Auto: The Classics Collection              | Microsoft Windows | Rockstar North                                            | 2004            | Primera y Segunda generación | 2D              |
| Grand Theft Auto: The Trilogy                          | PlayStation 2, Xbox y Microsoft Windows | Rockstar North                                            | 2005            | Tercera generación           | 3D              |
| Grand Theft Auto Stories: Double Pack                  | PlayStation Portable y PlayStation 2 | Rockstar Leeds, Rockstar North                            | 2009            | Tercera generación           | 3D              |
| Grand Theft Auto: Episodes From Liberty City           | Xbox 360 y PlayStation 3, después Microsoft Windows, posteriormente Xbox One y Xbox Series X\|S (solamente digital) | Rockstar North                                            | 2009            | Cuarta generación            | HD              |
| Grand Theft Auto IV: The Complete Edition              | Xbox 360 y PlayStation 3, después Microsoft Windows, posteriormente Xbox One y Xbox Series X\|S (solamente digital) | Rockstar North                                            | 2010            | Cuarta generación            | HD              |
| Grand Theft Auto: The Trilogy - The Definitive Edition | PlayStation 4, PlayStation 5, Xbox One, Xbox Series X\|S, Nintendo Switch y Microsoft Windows, posteriormente Android y iOS (A través de Netflix Games) | Grove Street Games                                        | 2021            | Tercera generación           | 3D              |
| Notas: 1. 2. 3. 4. 5. 6. 7. 8.                         | |                                                           |                 |                              |                 |

## Ediciones especiales
Las ediciones especiales son varias recopilaciones y reediciones con extras, lanzadas por Rockstar Games.
- En mayo de 1999 salió a la venta Grand Theft Auto: The Director's Cut para PS1; esta edición tiene la versión completa de Grand Theft Auto, junto con Grand Theft Auto: London 1969, en esta versión, se incluyó la compatibilidad con el control DualShock para Grand Theft Auto, debido a que su lanzamiento original solo era compatible con el control DualDigital.
- El 16 de diciembre de 2002 salió a la venta Grand Theft Auto: Collector's Edition para PS1; en él contiene al Grand Theft Auto, Grand Theft Auto: London 1969,  y Grand Theft Auto 2.
- El 21 de octubre de 2003 salió a la venta Grand Theft Auto: Double Pack para Xbox y el 4 de noviembre para PS2; en él contiene al Grand Theft Auto III y el Grand Theft Auto: Vice City.
- El 23 de noviembre de 2004 salió a la venta Grand Theft Auto: The Classics Collection para PC; en él contiene al Grand Theft Auto, Grand Theft Auto: London 1969 y Grand Theft Auto 2.
- El 5 de noviembre de 2005 salió a la venta Grand Theft Auto: The Trilogy para Xbox; en él contiene al Grand Theft Auto III, Grand Theft Auto: Vice City y Grand Theft Auto: San Andreas. El 31 de julio de 2009 salió para PS2 y el 12 de noviembre de 2010 salió para Macintosh.[15]
- En el 2005 salió a la venta Grand Theft Auto: San Andreas Special Edition para PS2; en él, además de contener el DVD del juego, contiene el DVD de Grand Theft Auto: San Andreas The Introduction (un video introductorio de 21 minutos).
- En 2008 salió a la venta Grand Theft Auto IV Special Edition para PS3 y Xbox 360; en él contiene el DVD/Blu-Ray del juego y aparte una mochila, un librito y una cajita metálica con llave y llavero en forma de la R* de Rockstar Games.
- El 31 de julio de 2009 salió a la venta Grand Theft Auto: Liberty City Stories & Vice City Stories Pack para PSP y PS2; en él contiene al Grand Theft Auto: Liberty City Stories y Grand Theft Auto: Vice City Stories.
- El 29 de octubre de 2009 salió a la venta Grand Theft Auto: Episodes From Liberty City para Xbox 360; en él contiene los contenidos descargables de GTA IV, Grand Theft Auto IV: The Lost and Damned y Grand Theft Auto: The Ballad of Gay Tony, en formato DVD y no es necesario tener la versión original de Grand Theft Auto IV para jugarlo. El 30 de abril de 2010 salió para PC y PS3 en Norteamérica y el 16 de abril de 2010 en Europa.[17]
- El 27 de octubre de 2010 salió a la venta Grand Theft Auto IV & Episodes From Liberty City: The Complete Edition para Xbox 360, PC y PS3; en él contiene los dos discos de Grand Theft Auto IV y Grand Theft Auto: Episodes From Liberty City, con Grand Theft Auto IV: The Lost and Damned y Grand Theft Auto: The Ballad of Gay Tony (en la versión de PS3 viene un solo disco).
- El 23 de mayo de 2013, Rockstar Games anuncia Grand Theft Auto V Special Edition y Collector's Edition para Xbox 360 y PS3; las cuales incluyen: copia original de Grand Theft Auto V, un libro con arte e imágenes exclusivas y nunca antes vistas, un mapa del mundo con detalles e información esencial, estuche del videojuego con funda protectora y portada nunca antes vista, y contenido digital descargable (potenciador de habilidad, acrobacias aéreas, tatuajes y ropa extra, armas adicionales gratis). En lo que se diferencian la Edición especial y la Edición Coleccionista es que esta última incluye una caja metálica con relieve, bolsa de seguridad con llave inspirada en atracos, una gorra con la palabra Los Santos con tipografía de Grand Theft Auto: San Andreas y los logos V de Grand Theft Auto V y R de Rockstar Games, más contenido digital adicional (garaje para guardar autos exclusivos y personajes clásicos de la Saga GTA para el multijugador en línea). Además en 2012 se ofreció un póster con arte del videojuego y en 2013 se ofreció contenido digital (poder pilotear un dirigible en el videojuego); todo esto por pre-apartar el videojuego antes del 17 de septiembre de 2013.

## Historia
| 1997 | Grand Theft Auto                         |
| 1998 |                                          |
| 1999 | Grand Theft Auto: London 1969            |
| 1999 | Grand Theft Auto: London 1961            |
| 1999 | Grand Theft Auto 2                       |
| 2000 |                                          |
| 2001 | Grand Theft Auto III                     |
| 2002 | Grand Theft Auto: Vice City              |
| 2003 |                                          |
| 2004 | Grand Theft Auto: San Andreas            |
| 2004 | Grand Theft Auto Advance                 |
| 2005 | Grand Theft Auto: Liberty City Stories   |
| 2006 | Grand Theft Auto: Vice City Stories      |
| 2007 |                                          |
| 2008 | Grand Theft Auto IV                      |
| 2009 | Grand Theft Auto IV: The Lost and Damned |
| 2009 | Grand Theft Auto: Chinatown Wars         |
| 2009 | Grand Theft Auto: The Ballad of Gay Tony |
| 2010 |                                          |
| 2011 |                                          |
| 2012 |                                          |
| 2013 | Grand Theft Auto V                       |
| 2013 | Grand Theft Auto Online                  |
| 2014 |                                          |
| 2015 |                                          |
| 2016 |                                          |
| 2017 |                                          |
| 2018 |                                          |
| 2019 |                                          |
| 2020 |                                          |
| 2021 |                                          |
| 2022 |                                          |
| 2023 |                                          |
| 2024 |                                          |
| 2025 |                                          |
| 2026 | Grand Theft Auto VI                      |

### Universo 2D
| Historia                      | Año de los sucesos | Protagonistas                                             | Ciudad                               |
| ----------------------------- | ------------------ | --------------------------------------------------------- | ------------------------------------ |
| Grand Theft Auto: London 1961 | 1961               | Sidney Moore                                              | Londres                              |
| Grand Theft Auto: London 1969 | 1969               | Jugador                                                   | Londres                              |
| Grand Theft Auto              | 1997               | Travis, Katy, Nikki, Divine, Bubba, Troy, Kivlov y Ulrika | San Andreas, Vice City, Liberty City |
| Grand Theft Auto 2            | 1999               | Claude Speed                                              | Anywhere City                        |

La saga cronológicamente empieza con Grand Theft Auto: London 1961, aunque no aparecen ninguno de los personajes que aparecen en los demás juegos. Ocurre lo mismo con el siguiente, Grand Theft Auto: London 1969.
Según dictan los acontecimientos, el siguiente juego es Grand Theft Auto, situado en el año 1997. Este juego se ambienta en las ciudades de San Andreas (basada en San Francisco), Vice City (basada en Miami) y Liberty City (basada en Nueva York); a medida que el jugador progresa en el juego irá cambiando de ciudades.
Grand Theft Auto 2 es el penúltimo juego cronológicamente hablando (último juego en 2D), situado en 1999. Aunque no tiene historia dentro del juego, su vídeo inicial muestra a Claude Speed cometiendo varios delitos para diferentes bandas y robando mercancía de los Zaibatsu en la ciudad de Anywhere City.
Una cinemática desbloqueable muestra como matan a Claude Speed, siendo así el primer personaje en morir de la saga.

### Universo 3D
| Historia                               | Año de los sucesos | Protagonista   | Ciudad                               |
| -------------------------------------- | ------------------ | -------------- | ------------------------------------ |
| Grand Theft Auto: Vice City Stories    | 1984               | Victor Vance   | Vice City                            |
| Grand Theft Auto: Vice City            | 1986               | Tommy Vercetti | Vice City                            |
| Grand Theft Auto: San Andreas          | 1992               | Carl Johnson   | Los Santos, Las Venturas, San Fierro |
| Grand Theft Auto: Liberty City Stories | 1998               | Toni Cipriani  | Liberty City                         |
| Grand Theft Auto Advance               | 2000               | Mike           | Liberty City                         |
| Grand Theft Auto III                   | 2001               | Claude Speed   | Liberty City                         |

Los siguientes acontecimientos que ocurren en orden cronológico se dan en Grand Theft Auto: Vice City Stories, ambientado en el año 1984 y cuyo protagonista es Victor Vance, quien se alista en el ejército. Este es hermano de Lance Vance, que llega a Vice City con la intención de conseguir dinero para pagar un doctor a su tercer hermano, Pete Vance, enfermo de asma. En el ejército conocerá al corrupto sargento Jerry Martínez, con el que se enfrentará. Tras conseguir el control de todo un imperio de negocios en Vice City, Victor Vance decide abandonar la ciudad por un tiempo y no volver a tratar el tema de las drogas, aunque Lance le roba 20 kilos de cocaína al jefe de ambos en el momento: Ricardo Díaz. Finalmente Victor Vance muere 2 años después intentando vender esos 20 kilos de cocaína.
A continuación está Grand Theft Auto: Vice City, que está situado en el año 1986. El protagonista es Tommy Vercetti, un criminal que acaba de ser liberado de la prisión de Liberty City después de haber cometido una masacre 15 años antes. Intentando hacerse de nuevo una carrera en el mundo del hampa, hace un recado para el capo de la mafia Sonny Forelli, de la Familia Forelli, con tan mala suerte que una venta clandestina de drogas se convierte en un ajuste de cuentas por parte de Ricardo Díaz, pues los vendedores no eran otros que Lance y Víctor. Es en este trato en el que Víctor muere. Tommy, en cambio, huye del lugar a toda prisa, perdiendo el dinero y el producto que tenía que proteger. Sonny Forelli le ordena recuperar ambas partes del trato. Sin embargo, Tommy funda una organización criminal tan potente que se hace con el control de Vice City. Como personajes famosos en la saga están Ken Rosenberg, Donald Love y el grupo de música Love Fist, entre otros.
Situado en el año 1992, el siguiente episodio es Grand Theft Auto: San Andreas, donde el protagonista es Carl Johnson, primer personaje afroamericano de la saga, que vuelve desde Liberty City a su barrio natal en Los Santos, para averiguar lo ocurrido en la muerte de su madre. Allí se encuentra con los problemas que intentaba dejar atrás: las drogas, las otras bandas y el reproche de su hermano. Irá haciendo misiones en las cuales se ve otra vez a Rosemberg y a Kent Paul. Incluso en una misión vuela a Saint Mark's Bistro, Liberty City, para ajustar cuentas con la familia mafiosa Forelli. La prima de uno de los socios de Carl, Catalina, es una colombiana que se enamora de Carl y pasan algún tiempo haciendo misiones, hasta que Catalina se fuga con Claude a Liberty City.
Grand Theft Auto: Liberty City Stories es el siguiente juego, que está situado en el año 1998. En este caso el protagonista es Toni Cipriani, un matón más espabilado de lo que parece al principio, que trabaja para Salvatore Leone (otro viejo conocido). Toni vuelve a Liberty City tras una temporada fuera de la ciudad para acabar con un gánster rival. Su objetivo es volver a convertirse en la mano derecha del jefe de la mafia en Liberty City.
La línea de tiempo lleva a Grand Theft Auto Advance, situado en el año 2000, donde el protagonista es Mike, quien se relaciona con Asuka Kasen, líder de los Yakuza. También aparecen en el juego el criminal 8-Ball (que termina en prisión y es por eso que se le ve en la camioneta del policía en el inicio de GTA III), King Courtney, jefe de los Yardies, y otros personajes. Este juego transcurre antes de los acontecimientos del GTA III. Aquí se explica porqué aparece la enemistad entre el Cártel y los Yakuza, cómo 8-Ball es encarcelado y cómo llega Catalina a ser la líder del Cartel de la droga.
El siguiente juego en la cronología de los acontecimientos es Grand Theft Auto III, situado en 2001, donde el protagonista es Claude Speed, que acaba de ser traicionado por su novia Catalina (prima de César en GTA: San Andreas) en un atraco a un banco en Liberty City. Sin embargo, con la ayuda de 8-Ball, Claude consigue salir adelante y va realizando misiones (incluyendo algunas ordenadas por la líder Yakuza, Asuka Kasen, o por la Familia Leone) hasta dar con Catalina y Miguel, su novio. Aparece también Donald Love. Aquí finalizaría la historia del GTA en el Universo 3D.

### Universo HD
| Historia                                 | Año de los sucesos                                             | Protagonista                                       | Ciudad       |
| ---------------------------------------- | -------------------------------------------------------------- | -------------------------------------------------- | ------------ |
| Grand Theft Auto IV                      | 2008                                                           | Niko Bellic                                        | Liberty City |
| Grand Theft Auto IV: The Lost and Damned | 2008                                                           | Johnny Klebitz                                     | Liberty City |
| Grand Theft Auto: The Ballad of Gay Tony | 2008                                                           | Luis Fernando López                                | Liberty City |
| Grand Theft Auto: Chinatown Wars         | 2009                                                           | Huang Lee                                          | Liberty City |
| Grand Theft Auto V                       | 2013                                                           | Michael De Santa, Franklin Clinton, Trevor Philips | Los Santos   |
| Grand Theft Auto Online                  | 2013-presente (La fecha del juego es la misma que la realidad) | Jugador                                            | Los Santos   |

La historia sigue con Grand Theft Auto IV, situado en 2008, donde el protagonista es Niko Bellic, inmigrante de Europa del Este, culpable de actos criminales como matar, vender y traficar con gente. Niko desea iniciar una nueva vida en Liberty City, después de ser convencido por su primo Roman. Este le ha mandado correos electrónicos a Niko diciéndole que vive el "sueño americano", pero Niko descubre que Roman dijo estas mentiras para ocultar sus fracasos. En una misión, Niko conoce a Johnny Klebitz, presentado por Elizabeta Torres, en la cual tendrán que respaldar un intercambio de droga. Él se encuentra también con Luis Fernando López en tres ocasiones.
La historia continúa con Grand Theft Auto IV: The Lost and Damned, situado también en 2008, donde se ve desde otra perspectiva de Liberty City, con Johnny Klebitz, un miembro veterano de The Lost, una banda de moteros destacada. Johnny ha estado haciendo oportunos negocios para The Lost en Liberty City, pero su lealtad será puesta a prueba con la vuelta de Billy Grey como el presidente del Club, después de salir de prisión. Aunque cuando Billy vuelve de su rehabilitación se empeña en hacer un derramamiento de sangre, y Johnny se encuentra en medio de una guerra con las bandas rivales por el control de una ciudad destrozada en parte por la violencia y la corrupción.
La historia sigue con Grand Theft Auto: The Ballad of Gay Tony, también en 2008, donde se ve a Liberty City con una sobredosis de armas, glamur e indecencia. Luis Fernando López, matón a tiempo parcial y asistente a tiempo completo del legendario empresario de la noche Anthony "Tony" Prince (conocido como "Gay Tony"), luchará con la competencia de lealtades familiares y amigos, y con la incertidumbre acerca de quién es sincero y quién falso en un mundo donde cualquiera tiene un precio.
Grand Theft Auto: Chinatown Wars, situado en 2009, regresa de nuevo a Liberty City, pero sin Alderney, con una vista gráfica tipo cel-shading (dibujo animado), donde la historia comienza cuando Huang Lee, de 25 años, regresa de Hong Kong luego de la muerte de su padre, y consigo trae a Yu Jian, una espada reliquia de la Familia Lee. Huang llega a Liberty City y sale del Francis International Airport junto con Yu Jian, pero a las pocas calles del Francis International, es atacado y dejado malherido. Recogen su cuerpo y lo lanzan al Humboldt River, pero él no está muerto, sino que se hizo pasar como cadáver, nada a la orilla y se dirige al Sum Yung Gai, el bar de su tío Wu Lee. Huang le cuenta todo y Wu Lee queda furioso y le encarga al mismo Huang recuperarla, ya que fue él quien la perdió. Ahora no solo debe recuperar la espada, sino que debe vengar la muerte de su padre en el proceso.
El penúltimo juego es Grand Theft Auto Online, que se desarrolla en el año 2013 pero unos meses antes de Grand Theft Auto V (aunque a partir de sus más recientes actualizaciones comienza a desarrollarse en tiempo real). Aquí el protagonista es un personaje creado por el jugador, el cual conoció a Lamar Davis (amigo de Franklin Clinton) por medio de la red social Lifeinvader. Estuvieron un tiempo hablando hasta que el protagonista fue convencido para ir a Los Santos, San Andreas. A medida que va aumentando su reputación como criminal, irá conociendo personas que salen en GTA V como lo son Martin Madrazo, Trevor Philips y Lester Crest; este último hará que el jugador, junto a otros tres protagonistas, cometan cinco distintos golpes alrededor del sur de San Andreas: un asalto a uno de los bancos de Fleeca, la liberación de Maxim Rashkovsky de la Penitenciaría Bolingbroke, el asalto a los Laboratorios Humane, la colaboración con un traficante y su pequeña organización (Trevor Philips, Ron Jakowsky y Chef) para robar muchas bandas alrededor de San Andreas y, por último, el atraco a uno de los bancos más grandes de Estados Unidos, el Pacific Standard Public Deposit Bank. Este juego ha ido expandiendo su historia gracias a sus DLC gratuitos.
El último juego, Grand Theft Auto V, se desarrolla en el año 2013. En este juego se vuelve de nuevo a la costa oeste de los Estados Unidos, concretamente a San Andreas. En el juego solo aparecen Los Santos y Blaine County, y este es solo el terreno explorable en el juego ya que aún siguen existiendo sitios como San Fierro, Red County y Las Venturas. Este es el primer juego donde se pueden controlar a 3 protagonistas al mismo tiempo, que son los siguientes:
- Michael de Santa, anteriormente Michael Townley, un exconvicto de 45 años o más, exladrón de bancos profesional que después de hacer un trato poco ortodoxo con el FIB (FBI dentro del universo GTA) pasa a formar parte del programa de testigos protegidos y se retira para vivir una vida tranquila en Rockford Hills, Los Santos, con su esposa Amanda y sus hijos James y Tracey; sin embargo su vida es miserable ya que su esposa y él se odian mutuamente y no entiende a sus hijos.

- Franklin Clinton, un pandillero de 25 años o más en busca de oportunidades que se gana la vida como embargador de coches antes de conocer a Michael y luego gana dinero atracando junto con Michael y Trevor. Es el mejor amigo de Lamar Davis, con el que quiere salir del gueto de South Central Los Santos para ir en busca de grandes oportunidades y quiere olvidar el rollo de las peleas de bandas.

- Trevor Philips, un exmilitar canadiense de casi 40 años drogadicto maníaco y adicto a la destrucción; es el mejor amigo de Michael y vive en Grand Señora Desert. Está buscando una respuesta a lo sucedido 9 años atrás en North Yankton, cuando Michael falsificó su muerte, por lo que desea confrontarse directamente con él. Sin embargo, tiene sed de sangre contra él, puesto que es su mejor amigo.

Estos tres protagonistas se van envolviendo en varias situaciones, cada una peor que las anteriores, que los llevan a organizar atracos que puedan solucionarles la vida.

### Universo post-HD[nota 2]
| Historia            | Año de los sucesos | Protagonista(s) | Ciudad                        |
| ------------------- | ------------------ | --------------- | ----------------------------- |
| Grand Theft Auto VI | 2026               | Lucía y Jason   | Vice City (Estado de Leonida) |

En febrero de 2022, Rockstar anunció que esta trabajando en una nueva entrega de Grand Theft Auto.
El 18 de septiembre a las 9:00 CEST, un hacker consiguió entrar a los servidores de Take-Two y filtró 90 vídeos de una versión temprana de Grand Theft Auto VI que se hizo en 2019. Posteriormente, Rockstar confirmó que las filtraciones eran ciertas. Los metrajes filtrados eran a menudo retirados de la red por pedido de Rockstar usando reclamos de derechos de autor. En los metrajes grabados se observan elementos del motor gráfico de Grand Theft Auto V.
El 4 de diciembre de 2023, se publicó el primer tráiler oficial de Grand Theft Auto VI, en calidad 4K, mostrando la ambientación (Vice City) y algunos personajes como Lucía y Jason, junto a otros cuyo rol es desconocido aún. El día 6 de mayo de 2025, Rockstar Games publicó por sorpresa el segundo tráiler oficial del juego, enfocándose más en el argumento y en los personajes, tanto los principales como los secundarios. Junto a este tráiler, también actualizaron su página web, añadiendo una gran información sobre personajes y lugares. También enseñaron 70 capturas de pantalla, varios artworks y 8 vídeos nuevos. El 26 de mayo de 2026 será la fecha de su lanzamiento. Por ahora se desconoce si pertenecerá al universo HD o a otro.

### Sitios web de lugares relacionados
- Sitio web de Epsilon Programs (Kifflom)
- Sitio web de Cluckin' Bell

### Sitios web relacionados
- Grand Theft Encyclopedia
- Planet Grand Theft Auto

- Datos: Q132730
- Multimedia: Grand Theft Auto (series) / Q132730